# 松原警察署
松原警察署（まつばらけいさつしょ）は、大阪府警察が管轄する警察署の一つである。

## 所在地
- 大阪府松原市阿保1丁目2番26号 
  - 近鉄南大阪線 河内松原駅

## 管轄区域
- 松原市（東住吉警察署の管轄区域を除く）

## 交番
- 大堀町交番 - 松原市大堀三丁目4番23号
- 岡町交番 - 松原市岡二丁目9番37号
- 河内天美駅前交番 - 松原市天美南三丁目15番38号
- 河内松原駅前交番 - 松原市上田三丁目5番35号
- 我堂町交番 - 松原市天美我堂五丁目4番14号
- 新町交番 - 松原市南新町一丁目15番33号
- 高見の里交番 - 松原市高見の里二丁目11番地
- 三宅交番 - 松原市三宅中二丁目19番11号